# شر
شَر یا بَدی در برابر خیر یا نیکی، مفهومی نزدیک به بی اخلاقی است  در فلسفه اخلاق خیر به وجود، وجود مطلوب و لذت؛ و شر به عدم، فقدان کمال و درد و رنج تعریف شده است. این سؤال که آیا شر نسبی، مطلق یا موهوم است به چهار دیدگاه متقابل منجر می‌شود: مطلق گرایی اخلاقی، نسبی‌گرایی اخلاقی، اخلاق‌ستیزی و جهانی‌گرایی اخلاقی. 

## دسته‌بندی شر
در یک تقسیم‌بندی متداول، شر را از جهت مصداق به دو دسته تقسیم می‌کنند:شر اخلاقی و شر طبیعی. شر اخلاقی، شری است که مستقیماً در نتیجه عمل ناپسند انسانی به وجود می‌آید؛ مانند قتل، دزدی، غارت و تجاوز. همچنین زلزله، آتشفشان، سیل، طوفان و امراض لاعلاج نیز نمونه‌هایی از شرور طبیعی هستند.
لایبنیتس شرور را سه دسته می‌داند:
- شر اخلاقی یا خطا
- شر طبیعی یا فیزیکی: رنج‌هایی که بر موجود عاقل و حساس وارد می‌شوند.
- شر فلسفی یا متافیزیکی: تمام موجودات به جز خدا مصداق این نوع شر هستند، زیرا دارای نقص وجودی می‌باشند.

در تقسیم‌بندی دیگری، می‌توان شرور را در چهار گروه جای داد:
- شر اخلاقی یا خطا
- شر طبیعی یا فیزیکی
- شر فلسفی یا متافیزیکی
- شر احساسی یا عاطفی: حالات ناخوشایند روانی که بر اثر برخورد با سه قسم دیگر شرور، بر بشر عارض می‌شوند؛ همچون درد، رنج، غم و ناکامی.[۳]